# Eulogio Oyó Riqueza
Eulogio Oyó Riqueza   (Baney, 5 de maig de 1942 - 4 de març de 2013) militar i polític ecuatoguineà, participant en el cop d'estat contra Francisco Macías Nguema de 1979.

## Biografia
Eulogio Oyó Riqueza va néixer a Santiago de Baney (Bioko), en maig de 1942. Pertanyia a l'ètnia dels bubis. En la dècada de 1960 va viatjar a Espanya i va estudiar a l'Acadèmia Militar de Saragossa, on es va graduar com a alferes juntament amb Teodoro Obiang Nguema i altres companys. Després de la seva formació, va ser destinat a l'actual ciutat de Malabo.
Durant la presidència de Francisco Macías Nguema, es va veure obligat a abandonar el seu càrrec militar. Va participar en l'aixecament de 1979, juntament amb Obiang Nguema. Després de la caiguda de Macías va ocupar nombrosos càrrecs públics, entre ells, Governador de la Regió Insular, Vicepresident del Consell Militar Suprem i Ambaixador en l'Organització per a la Unitat Africana.
Va morir el 4 de març de 2013 a Madrid i fou enterrat uns dies més tard a Baney.